# Hidalgo (Juárez)
Hidalgo, también denominada Camoapa, es una localidad del municipio de Juárez ubicado en el noroeste del estado mexicano de Chiapas.

## Geografía
La localidad de Hidalgo se sitúa en las coordenadas geográficas 17°40′38″N 93°19′51″O / 17.677222, -93.330833, a una elevación de 42 metros sobre el nivel del mar.

## Demografía
Según el Conteo de Población y Vivienda 2005, efectuado por el Instituto Nacional de Estadística y Geografía, Hidalgo tenía 288 habitantes, en 2010 la población era de 281 habitantes, y para 2020 había 337 habitantes, de los cuales 168 son del sexo masculino y 169 del sexo femenino.
| Gráfica de evolución demográfica de Hidalgo (Camoapa) entre 2005 y 2020 |
|                                                                         |
| INEGI.                                                                  |